# Нова Нікольська
Но́ва Ні́кольська (рос. Новая Никольская) — присілок у складі Каргапольського району Курганської області, Росія. Входить до складу Чашинської сільської ради.
Населення — 97 осіб (2010, 121 у 2002).
Національний склад населення станом на 2002 рік: росіяни — 97 %.